# Matea Ferk
Pour les articles homonymes, voir Ferk.
Matea Ferk, née le 8 juin 1987 à Rijeka, est une skieuse alpine croate. Elle est principalement active dans les disciplines techniques (slalom et slalom géant).  

## Biographie
Licenciée au club SK Rijeka,  elle commence sa carrière dans des compétitions internationales en 2003.
Elle fait sa première apparition en Coupe du monde en novembre 2004 au slalom d'Aspen. Elle reçoit ensuite une sélection aux Championnats du monde 2005, où elle finit 40e du slalom géant. En 2006, de nouveau régulièrement en lice dans la Coupe du monde, elle se qualifie pour les Jeux olympiques de Turin, mais ne termine ni le slalom géant, ni le slalom spécial. Juste après, elle obtient son premier résultat significatif sur la scène internationale avec une cinquième place en slalom aux Championnats du monde junior au Mont Sainte-Anne.
Elle est aussi sélectionnée pour les Jeux olympiques d'hiver de 2010, où elle est 34e du slalom.
Elle est partie étudier aux États-Unis, au Sierra Nevada College, pour lequel elle remporte un titre national collégial en 2013.

## Palmarès

### Jeux olympiques d'hiver
| Épreuve / Édition | Turin 2006 | Vancouver 2010 |
| Slalom            | DNF        | 34e            |
| Slalom géant      | DNF        | DNF            |

### Championnats du monde
| Épreuve / Édition | Bormio/Santa Catarina 2005 | Val d'Isère 2009 | Schladming 2013 |
| Slalom géant      | 40e                        |                  |                 |
| Slalom            | DNF                        | DNF              | 51e             |